# Бондарівка (Корюківський район)
Бондарі́вка — село в Україні, у Сосницькій селищній громаді Корюківського району Чернігівської області. До 2020 підпорядковане Бутівській сільській раді. Населення становить 225 осіб.
Біля села знаходиться зупинний залізничний пункт "Оверків хутір".

## Історія

Меморіальний комплекс в центрі села

Магазин промтоварів, 2020 рік

В селі знаходиться поселення юхновської культури. 
За переписом 1666 р. належало до містечка Макошина. Разом з Макошиним налічувалося 108 податкових дворів. Коломійський полковник Карп Чеснок з Борзни у 1704 р. стверджував, за свідками — старожилами Ядутинського уряду, що хутір Лукомська гора під с. Бондарівкою це його дідизна. 1810 р. — 39 хат, 170 ревізьких душ. У 1887 р. козак Пантелій Гордієнко знайшов на городі скарб з 191 срібної і 46 мідних монет 17-18 ст.
Біля села знаходиться єдина в Сосницькому районі залізнична станція. Тут проходить Південно-Західна залізниця, колись вона називалась Лібаво-Роменською. Рух по ній відкрито в 1874 році. У 1889 році було відкрито шкіряний завод.
За переписом 1897 р. — 178 дворів, 1387 жителів, земська школа . У 1924 р. — 303 двори і 1586 жителів. 2014 р. — 155 жителів.
Народився Олекса Десняк (Руденко) — радянський письменник. Твори письменника — «Десну перейшли батальйони», «Удай-ріка». Це детальний опис подій 1917-1920 р.р. у селі Боровичі (Бондарівка).
Кутки - Боровщина, Кулешівка, Івашківка, Китайський квартал; урочища — Дунайки, Нетва, Махнів хутор, Оболоння, Хандуківщина , гори — Красна, Лиса. Трикілометрове оз. Лош — стариця Десни.
12 червня 2020 року, відповідно до розпорядження Кабінету Міністрів України № 730-р «Про визначення адміністративних центрів та затвердження територій територіальних громад Чернігівської області», увійшло до складу Сосницької селищної громади.
19 липня 2020 року, в результаті адміністративно-територіальної реформи та ліквідації Сосницького району, увійшло до складу Корюківського району Чернігівської області.

## Пам'ятники
В центрі села знаходиться меморіальний комплекс — група братських могил радянських воїнів, 1943; 1960-ті роки; 1983р. — реконструкція. Скульптура — залізобетон 2,8 м, стела — цегла, цемент 1,3х10,0х1,0 м, меморіальні дошки - мармур 0,3х0,4 м; Київські виробничо-художні майстерні.

## Особистості
У селі народилися:
- Олекса Десняк (справжнє прізвище - Руденко) (1909 - 1942) — український поет 1930-тих, активіст комуністичного руху;
- Хандога Тимофій Прокопович — Герой Радянського Союзу.